# Yōichi Kotabe

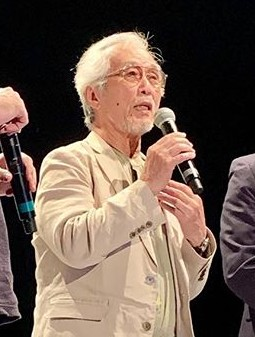
Yōichi Kotabe, 2019

Yōichi Kotabe (jap. 小田部 羊一, Kotabe Yōichi; * 15. September 1936 in Taihoku, Kolonie Taiwan, Japan (heute: Taipeh, Taiwan)) ist ein japanischer Animator.
Er wirkte bei mehreren Fernsehserien und Filmen wie Heidi oder den Pokémon-Filmen als Animator oder leitender Animator mit. Seit 1985 wirkte er bei Nintendo mit und hat die Verpackung von Super Mario Bros. mitgestaltet. Bei Videospielen, beispielsweise Mario vs. Donkey Kong, Super Mario Kart oder Super Mario World, wirkte Kotabe meist als Illustrator mit. Regisseur war er bei Fuyu no Hi im Jahr 2003.

## Filmografie
- 1974: Heidi
- 1976: Marco
- 1979: Taro, der kleine Drachenjunge
- 1990: Super Mario World
- 1992: Super Mario Kart
- 1998: Pokémon
- 1999: Pokémon – Der Film
- 2003: Fuyu no Hi
- 2008: Gekijōban Pocket Monster: Diamond Pearl – Giratina to Sora no Hanataba Sheimi